# Gammogobius
Gammogobius is een monotypisch geslacht van straalvinnige vissen uit de familie van grondels (Gobiidae). Het geslacht is voor het eerst wetenschappelijk beschreven in 1971 door Bath.

## Soort
- Gammogobius steinitzi Bath, 1971